# Cosmosoma notosticta
Cosmosoma notosticta là một loài bướm đêm thuộc phân họ Arctiinae, họ Erebidae.